# Робін Слоун
Робін Слоун — американський письменник. Його дебютний роман «Цілодобова книжкова крамниця містера Пенумбри» вийшов у 2012 році.

## Раннє життя
Слоун народився в родині вчителя домашнього господарства та продавця побутової техніки.  Він виріс у місті Трой, штат Мічиган, де відвідував початкову школу Уотлса.  У 1998 році закінчив Афінську середню школу 
Слоун навчався в Університеті штату Мічіган, де став співзасновником літературного журналу Oats. Робін також був колумністом і карикатуристом студентської газети The State News . У 2002 році він закінчив коледж бізнесу Елі Брод, отримавши ступінь економіста.  По закінченню школи він переїхав до Сент-Пітерсбургу, штат Флорида, з метою отримати стипендію в Інституті Пойнтера . У 2003 році разом із друзями він заснував блог SnarkMarket. 
Робін Слоун перебрався до району затоки Сан-Франциско у 2004 році, щоб працювати на Current TV медіа-стратегом/інтерактивним продюсером.   

## Кар'єра
У 2009 році Слоун профінансував свою новелу «Схема Аннабель» через Kickstarter . Після успішного фінансування проекту він покинув роботу в Current, щоб працювати над своєю повістю повний робочий день.   Було надруковано близько тисячі примірників новели, і згодом вона була випущена за некомерційною ліцензією Creative Commons . 
До того, як стати автором, Слоун працював у Twitter медіа-менеджером, допомагаючи новинним компаніям скорочувати свої звіти до ліміту Twitter у 140 символів. 
Перший роман Слоуна «Цілодобова книжкова крамниця містера Пенумбри» вийшов у 2012 році. Історія почалася як розповідь із 6000 слів, опублікована на особистому веб-сайті Слоуна та в Kindle Store .   Роман увійшов до списку 100 найкращих книг 2012 року San Francisco Chronicle  Це про звільненого технічного працівника Кремнієвої долини, який починає працювати в запорошеній книжковій крамниці з дуже малою кількістю покупців, щоб відкрити один секрет за іншим. Таємничі старі книги разом із власником магазину ведуть до таємного товариства, якому 500 років. 
Його другий роман Sourdough вийшов у вересні 2017 року  Вона була включена до списку 100 найкращих книг 2017 року за версією San Francisco Chronicle 
Його спекулятивне фантастичне оповідання The Conspiracy Museum було опубліковано в журналі The Atlantic у травні 2020 року в рамках проекту Shadowlands, присвяченого дослідженню конспірологічного мислення в Сполучених Штатах . 
Слоун і його партнер Кетрін Томаджан виробляють оливкову олію під брендом Fat Gold. Вони збирають урожай з орендованої землі в Сунолі, Каліфорнія . 

## Особисте життя
Слоун проживає в Рокріджі, Окленд, Каліфорнія . 

## зовнішні посилання
- New York Times Hardcover Fiction Best Seller list for October 28, 2012. New York Times. Процитовано 31 січня 2014.
- MSU Oats Magazine website
- SnarkMarket blog website
- New Liberal Arts published by SnarkMarket